# Rita Sacchetto
Rita Sacchetto   (Múnic, 15 de gener de 1880 - Gènova, 18 de gener de 1959) va ser una ballarina, actriu de cinema i guionista alemanya.

## Primers anys de vida
Margherita Sacchetto va néixer a Múnic, a l'època de l'Imperi alemany. El seu pare era de Venècia i la seva mare era austríaca. Es va formar com a ballarina a Múnic.

## Carrera

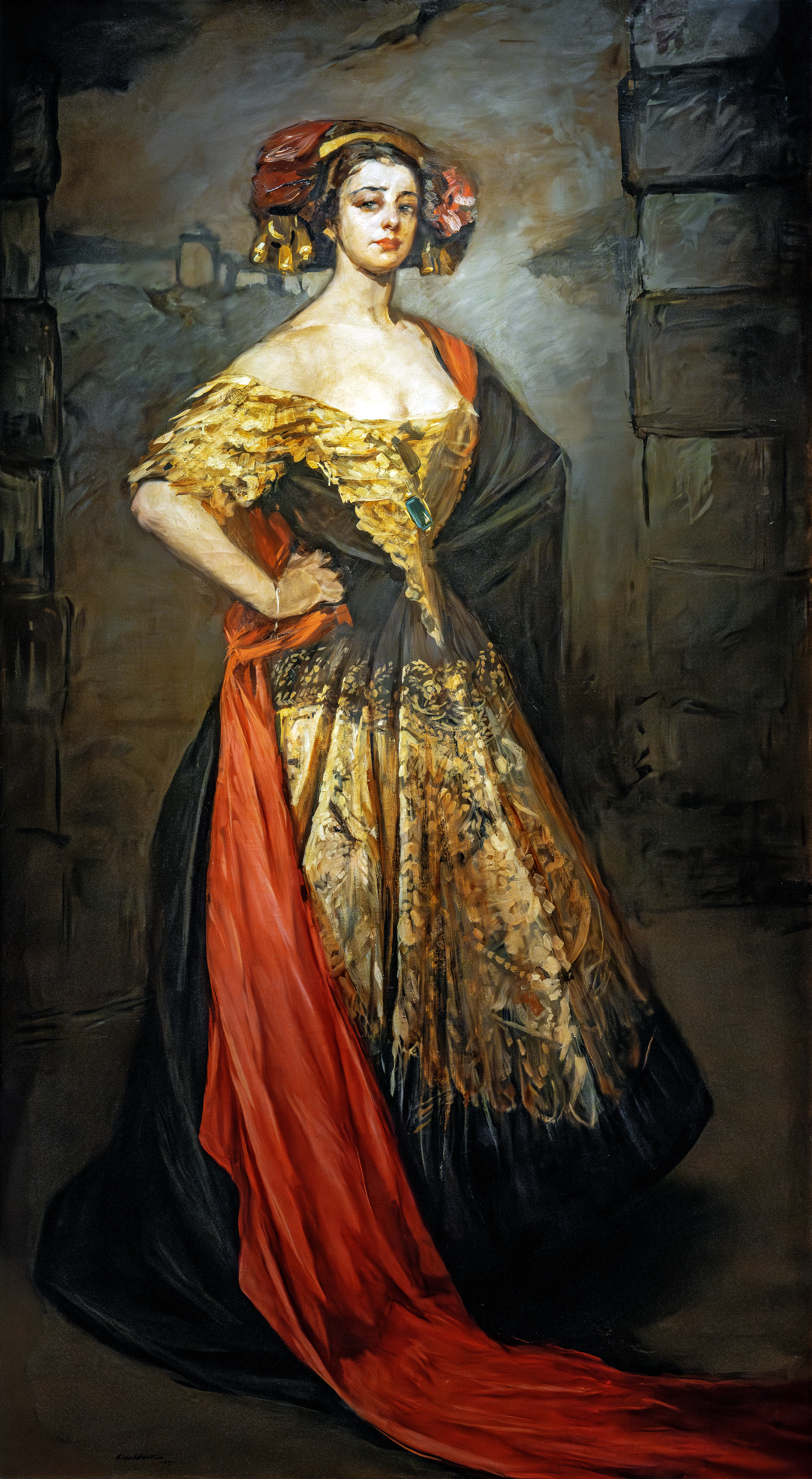
Rita Sacchetto 1911 - Lino Selvatico

Sacchetto va debutar el 1905 a la Künstlerhaus de Múnic. Gustav Klimt i Koloman Moser van dissenyar els decorats per a la seva actuació el 1906. Va fer gires internacionals del 1908 al 1910 amb la ballarina Loie Fuller, incloent un espectacle al Metropolitan Opera el 1910, i un ball sobre el sufragi femení amb la música d'Edvard Grieg, representat al "New Theatre", també el 1910. També va dirigir una escola de dansa a Berlín del 1916 al 1918, amb estudiants com Rahel Sanzara, Anita Berber, Hansi Burg i Valeska Gert. Entre els seus veïns a Berlín hi havia el científic, Max Born, que la recordava com "una dona molt bella" amb estudiants "enlluernadors".
Era coneguda per desenvolupar un estil anomenat tanzbilder, que comportava interpretacions de dansa de grans obres d'art, amb vestits notables dissenyats per la mateixa Sacchetto. Caroline V. Kerr, de la revista Theater, va descriure Sacchetto el 1909 com "totalment humana, d'una ingenuïtat fascinant, captivadora en la seva exuberància de temperament, en la seva gràcia i encant". Ben Ali Haggin va pintar el retrat de Sacchetto en un dels seus temes més coneguts. vestits, titulats "En Crinoline". En el punt àlgid de la seva carrera de ball, va ser una convidada freqüent de la reialesa europea, inclosa la reina Margarita de Savoia, la família de Nicolau II de Rússia i Alfons XIII d'Espanya.
Va aparèixer en diverses pel·lícules mudes daneses i alemanyes, sota contracte amb "Nordisk Film", entre 1913 i 1917. Als Estats Units, era coneguda per la seva aparició a The Ghost of the White Lady (1914), i In the Line of Duty (1914). Va escriure una pel·lícula, Død i Skønhed (1915), en la qual també va aparèixer.
El 1924, Sacchetto va ser disparada accidentalment al peu per un dels amics del seu marit. Això va fer que es retirés a Polònia.

## Vida personal
Als 37 anys, Rita Sacchetto es va casar amb el noble i escultor polonès agost Zamoyski, de 24 anys, el 5 de maig de 1917, convertint-se en la primera de les seves quatre dones. Sacchetto va morir el 1959, a Nervi, Itàlia, tres dies després del seu 79è aniversari.